# Giovanni Patrizi
Giovanni Patrizi (Roma, 24 de dezembro de 1658 - Ferrara, 31 de julho de 1727) foi um cardeal do século XVIII

## Biografia
Nasceu em Roma em 24 de dezembro de 1658. De uma família sienense. Sexto dos oito filhos de Patrizio Patrizi e Virginia Corsini. Sobrinho do cardeal Neri Corsini (1664), por parte de mãe. Primo do Papa Clemente XII. Ele também está listado como Ioannes Patritius; seu primeiro nome apenas como Giovanni e como Giovanni Battista; e seu sobrenome como Patrizj e como Parrisi.
Estudou na Universidade de Siena, onde obteve o doutorado em filosofia em 19 de junho de 1680; em lei em 22 de junho de 1680; e em teologia em 24 de junho de 1680.
Referendário dos Tribunais das Assinaturas Apostólicas de Justiça e Graça, 1683. Vice-legado em Urbino, fevereiro de 1685. Governador de Fano, agosto de 1686. Clérigo da Câmara Apostólica, setembro de 1687. Presidente della Zecca no pontificado do Papa Alexandre VIII. Relator da SC do Bom Governo no pontificado do Papa Inocêncio XI. Comissário de saúde da Santa Sé, 8 de janeiro de 1691. Presidente da Grascia de 1692 a 1699. Eleitor do Tribunal da Assinatura Apostólica da Graça, 1697. Governador de Perugia, 5 de junho de 1699 a 19 de janeiro de 1701. Recebido as ordens menores, 15 de janeiro de 1702; subdiaconato, 22 de janeiro de 1702; diaconato, 29 de janeiro de 1702.
Ordenado em 2 de fevereiro de 1702.
Eleito arcebispo titular de Seleucia em Isauria, em 6 de fevereiro de 1702. Nomeado núncio em Nápoles, em 17 de fevereiro de 1702. Consagrado em 18 de fevereiro de 1702, na igreja de Santa Caterina da Siena, Roma, pelo cardeal Fabrizio Spada. Assistente do Trono Pontifício, 5 de março de 1702. Administrador da arquidiocese de Nápoles, 13 de dezembro de 1702. Tesoureiro geral da Câmara Apostólica, 2 de abril de 1708.
Criado cardeal sacerdote no consistório de 16 de dezembro de 1715; recebeu o chapéu vermelho e o título de Ss. Quattro Coronati, 5 de fevereiro de 1716. Concedeu a dispensa para ser feito cardeal enquanto tinha um primo que também era cardeal, 16 de dezembro de 1715. Legado em Ferrara, 10 de janeiro de 1718; legação prorrogada por um triênio, 28 de maio de 1721; e por outro triênio, 12 de junho de 1724. Participou do conclave de 1721, que elegeu o Papa Inocêncio XIII. Participou do conclave de 1724, que elegeu o Papa Bento XIII.
Morreu em Ferrara em 31 de julho de 1727. Exposto na catedral de Ferrara; e enterrado naquela catedral diante do altar de S. Maurelio, com uma inscrição. Seu coração foi depositado na capela de sua família na basílica patriarcal da Libéria, em Roma.